# Раде Јањанин
Раде Јањанин (Доње Дубраве, код Огулина, 7. април 1919 — Кордун, мај 1943), учесник Народноослободилачке борбе и народни херој Југославије.

## Биографија
Рођен је 7. априла 1919. године у селу Доње Дубраве код Огулина, у сиромашној сељачкој породици.
Године 1939. постао је студент Шумарског факултета у Загребу. Тамо се укључио у револуционарни студентски покрет и учествовао у низу акција и радничких штрајкова.
Учесник Народноослободилачке борбе је од 1941. године. Већ у априлу се повезао с комунистима и радио на припремању оружаног устанка. Члан Комунистичке партије Југославије постао је 27. априла 1941. године. Од августа је секретар у Дубравском партизанском одреду, у чијем је формирању и сам учествовао.
Био је рањен у диверзантској акцији на железничкој прузи код Тоуња. Након приздрављења је, по задатку КПЈ, отишао за политичког комесара Плашчанског одреда. Септембра 1942. постављен је за заменика политичког комесара Друге кордунашке бригаде. Био је и секретар дивизијског комитета КПХ Осме кордунашке ударне дивизије.
Оболео је од тифуса и умро у мају 1943. године.
Указом председника Федеративне Народне Републике Југославије Јосипа Броза Тита, 27. новембра 1953. године, проглашен је за народног хероја.